# Buch der Gebrechen
Buch der Gebrechen (česky přibližně jako Kniha utrpení, či postihů apod.) a dvě knihy vyobcování (Achtbücher) jsou nejstarší historické soudní knihy z Chebu. Obsahují záznamy mj. o soudních případech, vyobcování a jejich odčinění zaplacením pokut apod. Jsou významným zdrojem informací o šlechtě a právu na Chebsku a dokumentují regionální dřinu a spory pozdního středověku.
Mezi dochovanými soudními knihami z Chebu patří další dokumenty, včetně registrů dlužníků. 

## Obsah
Kniha utrpení i obě knihy achtů se dochovaly neúplné, v obou případech chybí několik stránek. 
První z knih achtů zachycuje období let 1310 - 1390. Po zpracování archivářem Karlem Sieglem bylo možné znovu prozkoumat druhou knihu achtů z období let 1391 - 1668, která byla považována za ztracenou.
Většina achtů představovaly případy krádeží, ale také vražd a loupežných vražd či zabití. Usmířené případy byly v knize achtů označeny přeškrtnutím. 

## Historické souvislosti
Vyobcování byl obzvlášť tvrdý trest, protože umožňoval zabití psance a zakazoval jeho přátelům i rodině poskytovat mu přístřeší, jídlo, pití nebo jakoukoli jinou pomoc.
S úpadkem rytířského stavu se mnoho členů rytířských rodů na Chebsku a Fojtsku vydalo na dráhu loupeživých rytířů a přepadali kupce. 
Císařské výnosy umožňovaly ničení sídel loupežníků, což byla pro územní pány vítaná příležitost k rozšíření moci. Kvůli útokům na obchodníky mj. z Chebu byly roku 1352 dobyty hrady Luxburg a Epprechtstein. 
Několik let po Guttenbergově sporu z roku 1380 se množství účastníků spojilo ve sporu proti Chebu, především kvůli lupu. V letech 1381 a 1382 až 1396 ohrožovali město a obchodní cesty. Obzvláště pozoruhodnou postavou je Bedřich z Neuberka. V Knize utrpení jeho zpověď na mučidlech zaplňuje několik stránek.